# Hennin

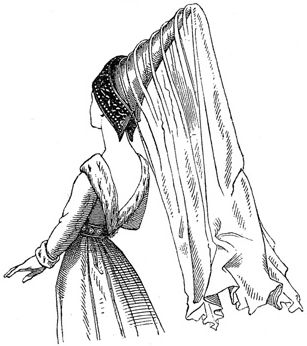
Hennin mit Borte und Schleier

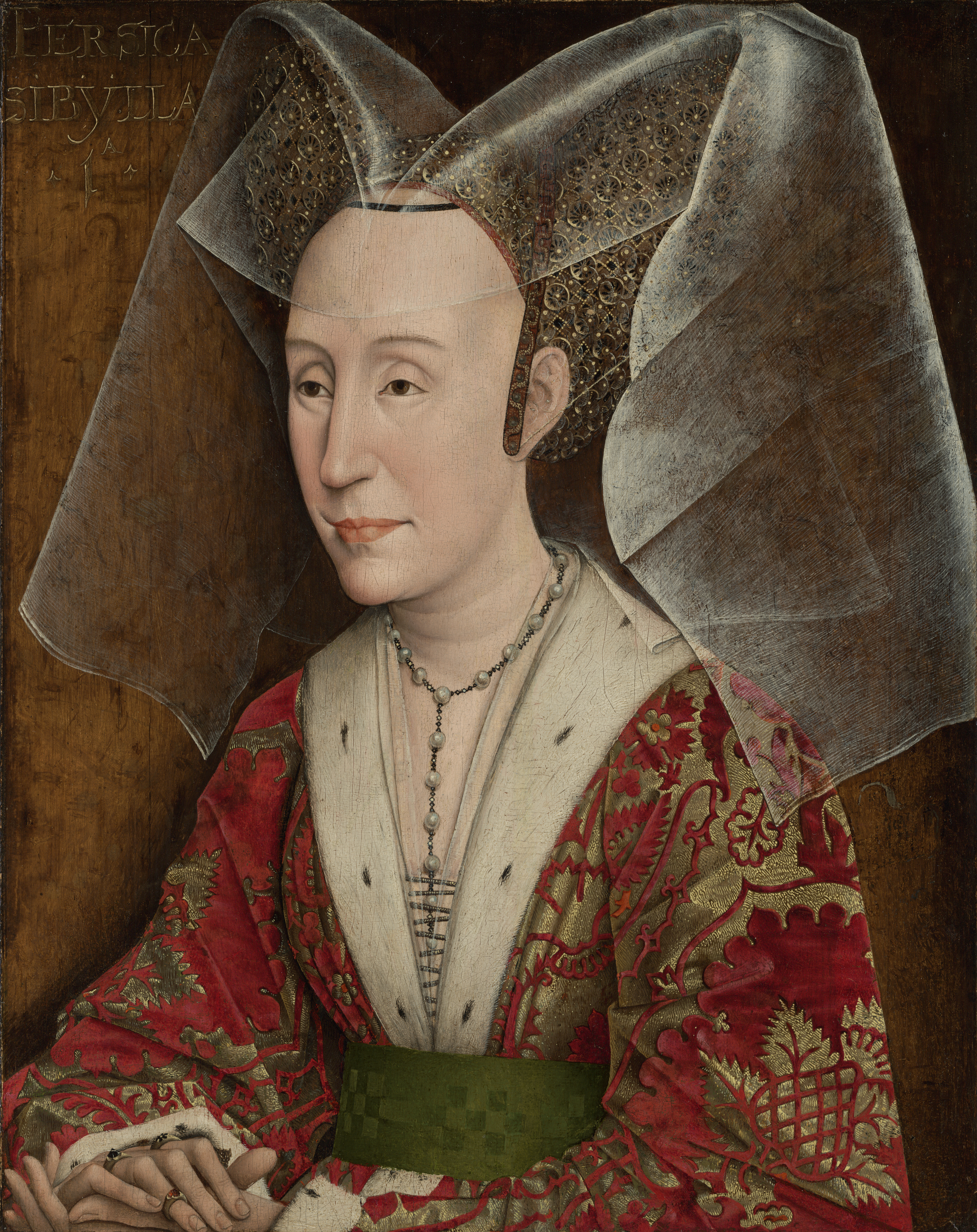
Isabella von Portugal, um 1450: Die Herzogin von Burgund trägt einen Doppelhennin mit Schleier

Der Hennin ([ˈenɛ̃] frz., wohl von niederländisch henninck ‚Hahn‘), auch Flandrische oder Burgundische Haube, war in fast ganz Europa zwischen 1385 und 1483 eine Haube für Frauen in spitzer oder stumpfer Kegelform. Er konnte mit einem langen Schleier, Flinder genannt, dekoriert sein.

## Aufbau
Der Hennin war ein Gestell aus Pappe, Messingdraht oder Fischbein, das mit einem feinen Stoff überzogen und mit einem mit Perlen besetzten oder gestickten Rand aus farbigem oder gemustertem Samt oder Tuch versehen war. Dieses Gestell war entweder von einem Schleier oder mit gesteiftem, in tiefe Falten gelegtem Leinen umgeben, der vorne nur bis auf die Stirn, hinten aber tief herabfiel. Unten schloss der Hennin mit einer gestickten Borte ab, über die ab etwa 1460 ein breiter dunkler Samtstreifen gelegt wurde.
Die Haube wurde weit nach hinten gesetzt, so dass möglichst nichts vom Haar sichtbar blieb. Die Gestaltung des Hennin nahm im Laufe der Zeit abenteuerliche Formen an. Edelfrauen brachten es auf Spitzenhauben bis zu einem Meter Höhe, Bürgersfrauen durften hingegen nicht über 60 Zentimeter hinausgehen. Aus der Mode kamen Hennins erst in der zweiten Hälfte des 15. Jahrhunderts. Noch immer finden sich Nachfolger des Hennin in ländlichen Trachten der Normandie.

## Geschichte
Der Hennin kam um 1385 in Frankreich in Mode, vor allem aber in Burgund und Flandern. Von hier verbreitete er sich in die Niederlande, nach Italien und Deutschland. Bereits die Markgräfin Mathilde von Canossa ist in einer zeitgenössischen Buchmalerei aus dem 12. Jahrhundert mit einem hohen, kegelförmigen Hut wie einem Hennin zu sehen. Vorläufer sind der etruskische Tutulus und der Tantur bei syrischen und libanesischen Frauen, eine kegelförmige Kopfbedeckung. Auch die palästinensische und südjemenitische Tracht kannte Spitzhüte für Frauen. Die Kreuzfahrer brachten diese Kopfbedeckungen mit nach Europa. Königin Isabeau soll bei ihrer Hochzeit mit Karl VI. von Frankreich einen aus Silber gefertigten Tantur getragen haben, der hanîn genannt wurde.

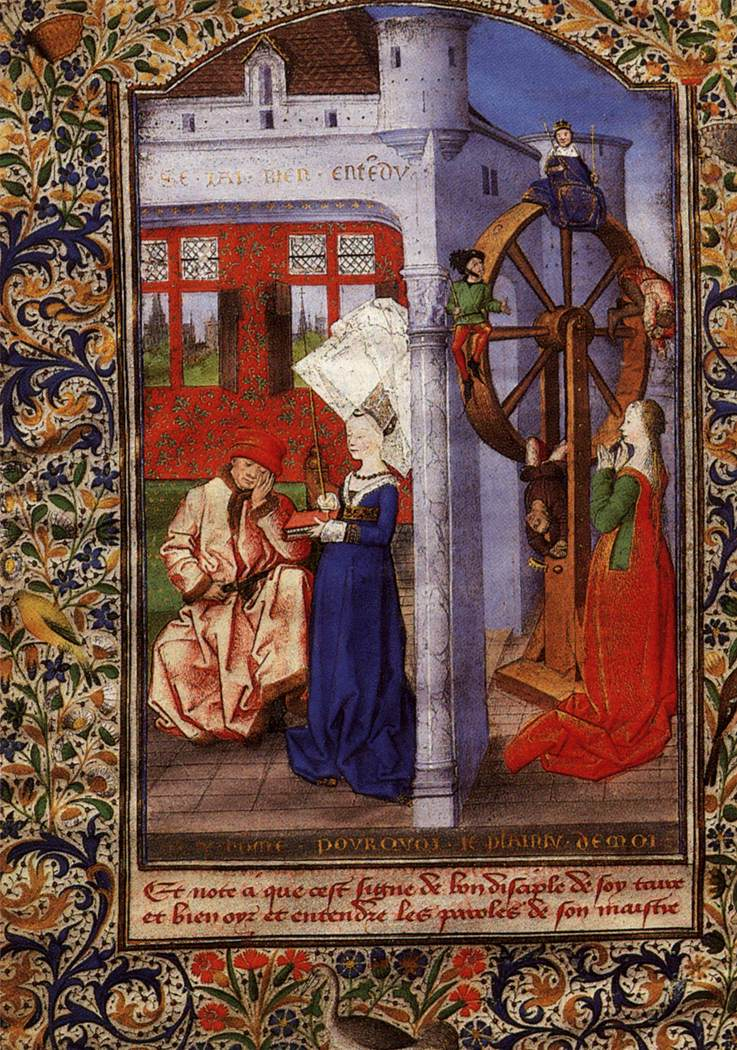
Die personifizierte Philosophie mit auffälliger Schmetterlingshaube, ca. 1460–1470, französische Buchmalerei.

Neben dem Hennin trugen europäische Frauen seit etwa 1370 auch die Hörnerhaube, später auch Doppelhennin genannt. Wurde über dem Hennin ein doppelter steifer Leinenschleier gefaltet, wird dies auch Schmetterlingshaube genannt.